# St. Peter und Paul (Weil der Stadt)

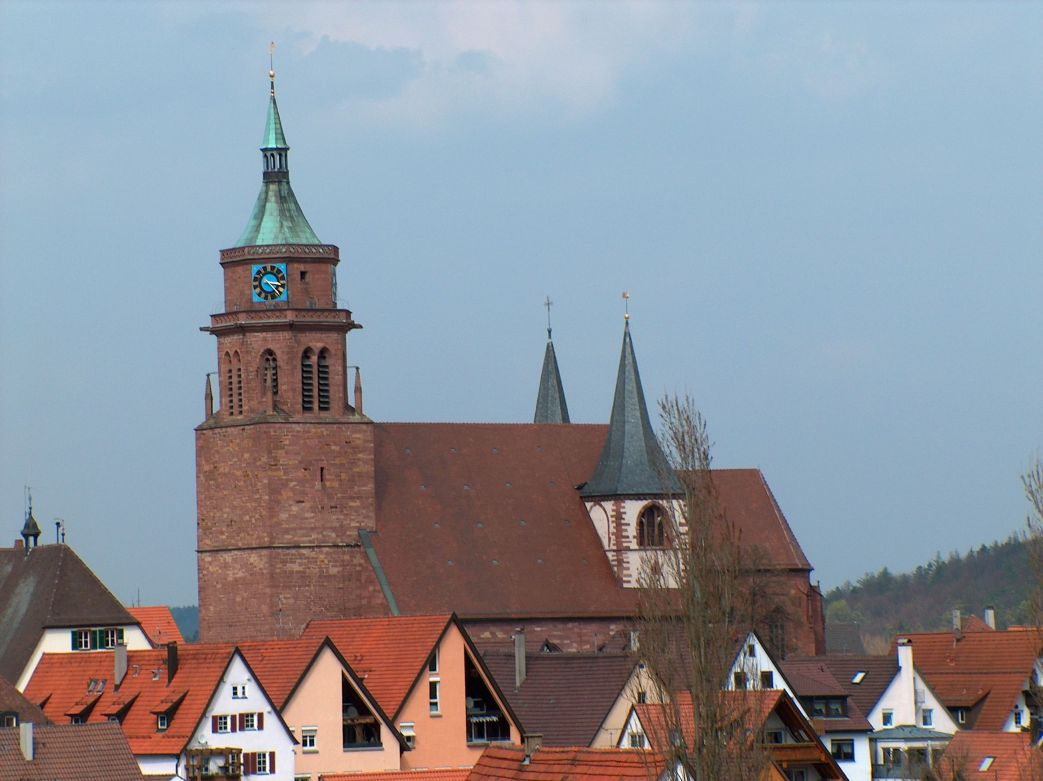
Katholische Stadtkirche St. Peter und Paul

St. Peter und Paul ist die katholische Stadtkirche in Weil der Stadt. Die heutige Kirche wurde am Ausgang der schwäbischen Spätgotik errichtet. 
Die Pfarrkirche der katholischen Kirchengemeinde St. Peter & Paul gehört zur Seelsorgeeinheit Mittleres Heckengäu im Dekanat Böblingen der Diözese Rottenburg-Stuttgart.

## Geschichte von Stadt und Kirche

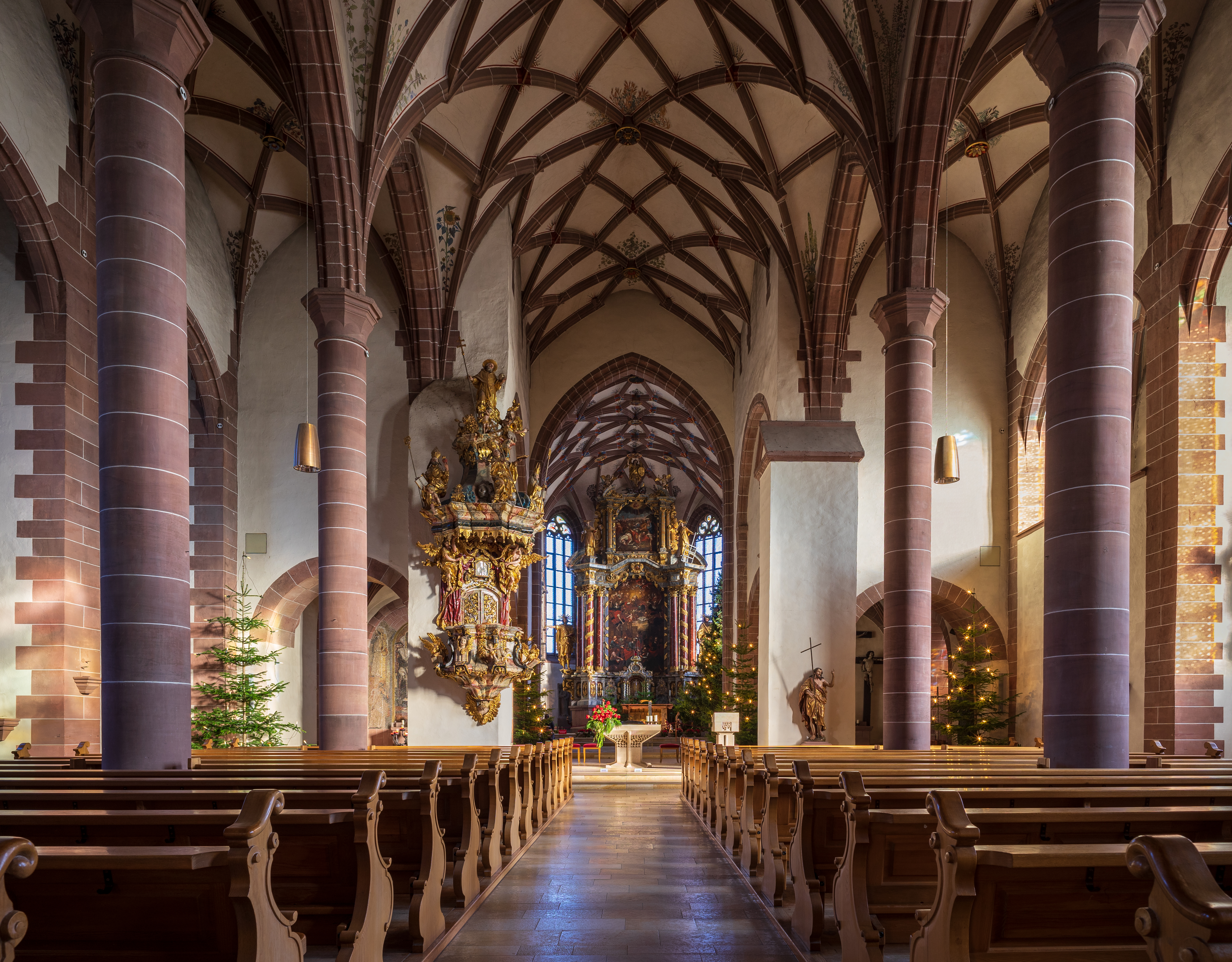
Innenansicht

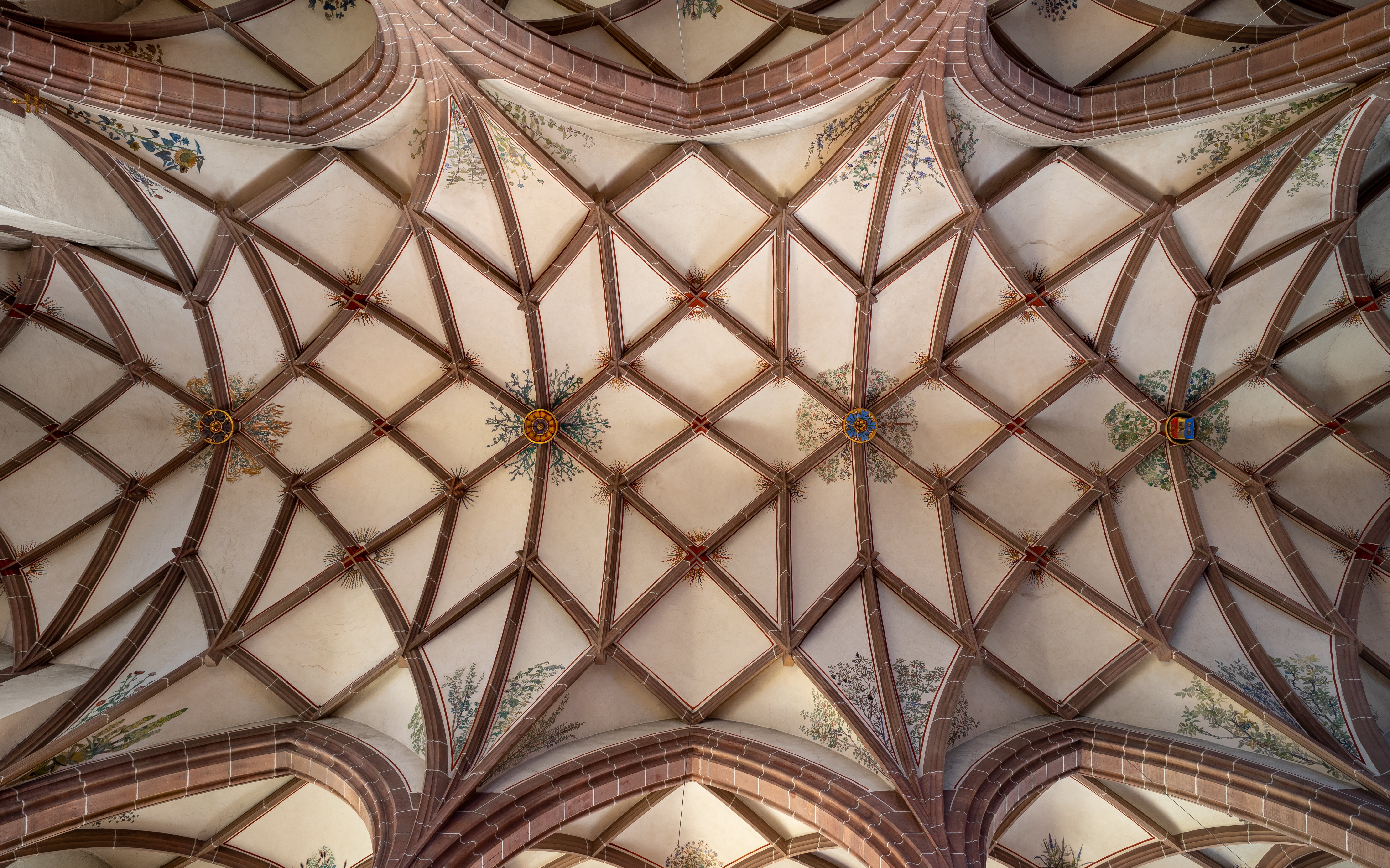
Das bemalte Gewölbe des Kirchenschiffs

Die erste Erwähnung fand das Dorf 1075 in einer Schenkungsurkunde an das Kloster Hirsau. Denkbar ist aber auch, dass das Dorf nicht erst im Hochmittelalter gegründet wurde, sondern bereits zur Zeit der Merowinger. Die Kirche war damals wohl eine Wehrkirche.
Zur Stadt wurde die Siedlung unter den Staufern ausgebaut, weil sie verkehrsgünstig an einem Flussübergang und einer Straßenkreuzung lag. Dabei ging der dörfliche Grundriss verloren. Die Straßen der neuen Kernstadt wurden rechtwinklig angelegt. Nach dem Zusammenbruch der Staufer und kurzem Interregnum wurde unter Rudolf von Habsburg die Stadt 1275 Reichsstadt. Mit der Einsetzung eines Pfarrers wurde 1295 die damals allein St. Petrus geweihte Kirche, St. Paulus trat erst nach Mitte des 17. Jahrhunderts als zweiter Schutzpatron hinzu, zur Pfarrkirche. Im 14. und 15. Jahrhundert baute Weil zwar seine Rechte aus, konnte jedoch kein nennenswertes Territorium hinzugewinnen. Die Reformation konnte sich in Weil nicht durchsetzen, Stadt und Kirche blieben katholisch. Als die Stadt 1648 von französischen Truppen zerstört wurde, brannte auch die Kirche aus. 1802 gelangte die bis dahin freie Reichsstadt an Württemberg.

## Baugeschichte
Die ältesten bekannten Reste eines Sakralbaus, die Gründung einer Apsis, liegen unter der Sakristei. Weiteres Mauerwerk dieses Baus ist nicht erhalten. Zwischen 1180 und 1220 wurde mit einem Neubau begonnen, einer dreischiffigen Basilika ohne Querschiff. Am Ende der Seitenschiffe im Osten, wo der Chor beginnt, wurden zwei Türme errichtet. Der Chor lief in einer Rundapsis aus, die Seitenschiffe endeten unter den Türmen. Das heutige Langhaus besaß annähernd dieselben Dimensionen wie das spätgotische. Der Bau dieser Basilika hat sich länger hingezogen. Um 1370–80 wurde im Westen ein dreigeschossiger rechteckiger Turm angefügt. Das achteckige Geschoss für den Glockenstuhl wurde erst später aufgesetzt. Erste Veränderungen an der Basilika erfolgten um 1460–70. Eine spätere Umbauphase begann 1492 und war 1519 mit der Einwölbung des Chores weitgehend vollendet. Sie kam einem Neubau gleich. Langhaus, Chor und Sakristei wurden neu gestaltet. Die drei Türme und Teile der Fundamente wurden wieder verwendet. Nach dem Brand 1648 wurde die Kirche ab 1655 wieder hergestellt. Sie erhielt im Innern, das Gewölbe des Langhauses wurde bei dem Brand zerstört, eine hölzerne Flachdecke, die bemalt wurde. Bei den wenig beschädigten Umfassungswänden begnügte man sich mit Reparaturen. In den 1860er Jahren wurden Reparaturarbeiten unaufschiebbar. Man entschloss sich zur durchgreifenden Erneuerung der Kirche. Mit der Durchführung wurde Joseph von Egle beauftragt. Das gotische Gewölbe wurde annähernd in Höhe, Gewölbeschnitt und Rippenstruktur rekonstruiert. Eine weitere grundlegende Erneuerung der Kirche fand 1938–1940 statt.
Umfangreiche Renovierungsarbeiten erfolgten 1978–1989.

## Baubeschreibung

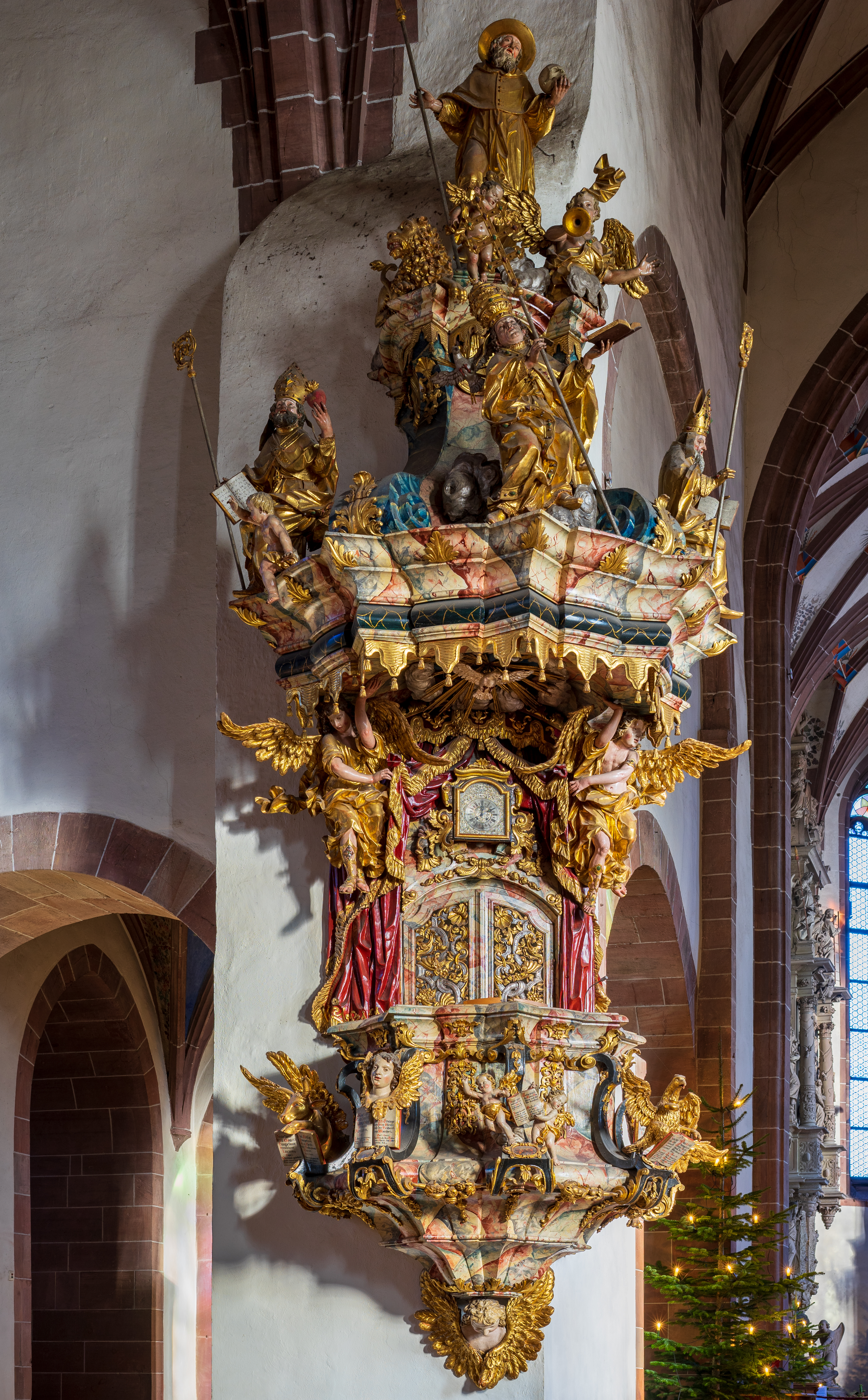
Die Rokoko-Kanzel von 1742

Das Langhaus der heutigen dreischiffigen Hallenkirche ist mit einem Satteldach bedeckt. Die Strebepfeiler des Langhauses wurden nach innen genommen. Die Lisenen des Langhauses und die äußeren Strebepfeiler des Chores sind mit Fialen geschmückt. Im Innern wurde das dreischiffige Langhaus der Basilika zugunsten einer dreischiffigen Halle umgestaltet. Im Erdgeschoss der in das Langhaus integrierten Türme sind Kapellen eingerichtet. Das Kirchenschiff und der Chor wurden einst durch einen Lettner getrennt. Reste befinden sich am Triumphbogen. Den Chor überspannt ein Sterngewölbe. Die nördlich an den Chor angebaute Sakristei mit polygonalem Abschluss besitzt ebenfalls ein Sterngewölbe.

## Ausstattung
In der Ausstattung dominiert der Barock. Der Hochaltar wurde 1700 fertiggestellt und im Chor aufgestellt. Ein Werk des Rokoko ist die 1742 angebrachte Kanzel. Ob die zahlreichen spätgotischen Statuen den Brand von 1648 überdauerten oder aus profanierten anderen Kirchen stammen, ist unbekannt.
Bekannt ist die Kirche auch für ein Glasfenster, das 1939/40 von JoKarl Huber geschaffen wurde. Es befindet sich auf der rechten Seite, hinter dem Taufstein, und zeigt auf neun Tafeln Szenen aus dem Leben Jesu. In der Szene, die die Versuchung Jesu darstellt, hat der Künstler der Figur des Teufels die Gesichtszüge Adolf Hitlers gegeben.
In der Nordwestecke des Langhauses erinnern gotische Epitaphe an Patrizier des 15. bis 17. Jahrhunderts, am Außenbau entstammen sie der Zeit der Renaissance. 

## Orgel
Der barocke Orgelprospekt von 1730 ist mit vergoldeten Engeln, Putten und dem großen Wappen der Stadt versehen. Im Laufe der Jahrhunderte erfolgten darin verschiedene Neu- und Umbauten der eingebauten Instrumente. Das heutige Orgelwerk mit 33 Registern auf drei Manualen und Pedal sowie 2368 Pfeifen stammt aus der Orgelbauwerkstatt Vleugels (Hardheim) und wurde 1969 neu hergestellt. Die Disposition des Instruments lautet:

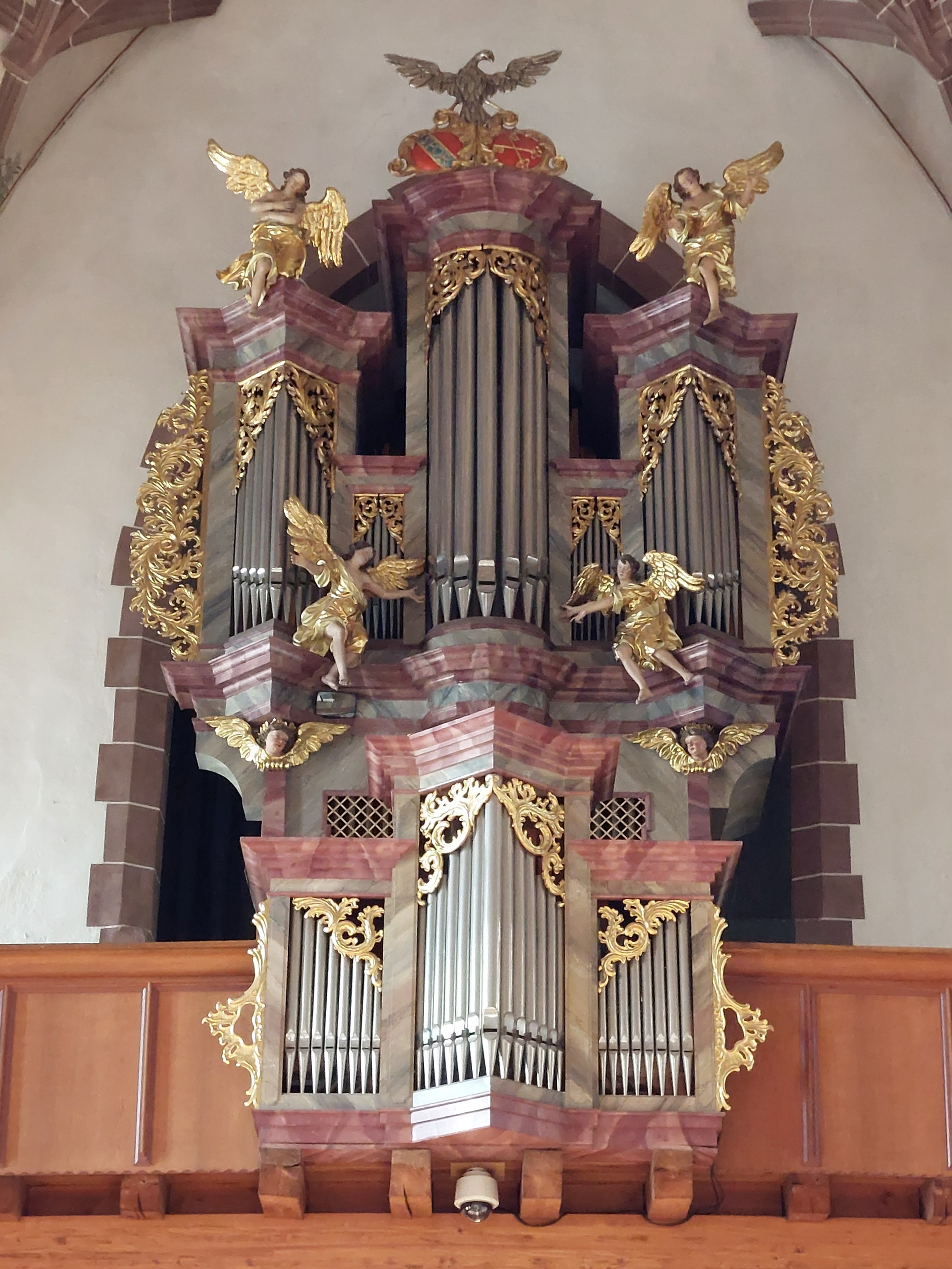
Die Vleugels-Orgel

| I Hauptwerk C–g3 |        |
| Quintade         | 16'    |
| Prinzipal        | 08’    |
| Holzflöte        | 08'    |
| Oktave           | 04'    |
| Nachthorn        | 04'    |
| Scharfquinte     | 02 ⁄3' |
| Superoktave      | 02'    |
| Mixtur V-VI      |        |
| Trompete         | 08'    |
| Tremulant        |        |

| II Rückpositiv C–g3 |       |
| Musiziergedeckt     | 8'    |
| Flötenpraestant     | 4'    |
| Trichterflöte       | 2'    |
| Quintan II          | 1 ⁄3’ |
| Scharf III-IV       |       |
| Krummhorn           | 8'    |
| Tremulant           |       |

| III Brust-Schwellwerk C–g3 |         |
| Rohrflöte                  | 08'     |
| Harfpfeife                 | 08'     |
| Spillflöte                 | 04'     |
| Nasard                     | 02 ⁄3'  |
| Oktave                     | 02'     |
| Blockflöte                 | 02'     |
| Terzflöte                  | 01 3⁄5' |
| Oktävlein                  | 01’     |
| Scharfzimbel III-V         |         |
| Sordun                     | 16'     |
| Tremulant                  |         |

| Pedalwerk C–f1 |     |
| Prinzipalbaß   | 16' |
| Pommerbaß      | 16' |
| Oktavbaß       | 08' |
| Rohrpfeife     | 08' |
| Gemshorn       | 04' |
| Rauschbaß V    |     |
| Posaune        | 16' |
| Clairon        | 04' |

## Glocken
Im gemauerten Oktogon des Turms hängt ein sechsstimmiges Glockengeläute aus Bronze, bei dem drei historische Glocken durch drei aus dem 20. Jahrhundert ergänzt werden. Eine siebte Glocke, die älteste und kleinste, gehört nicht zum Hauptgeläut. Sie stammt aus dem von 1294 bis 1803 bestehenden Augustinerkloster der Stadt.
Die Glocken im Einzelnen:
| Glocke | Name                  | Gussjahr | Gießer                                  | Durchmesser | Gewicht  | Schlagton |
| ------ | --------------------- | -------- | --------------------------------------- | ----------- | -------- | --------- |
| 1      | Dreifaltigkeitsglocke | 1958     | Friedrich Wilhelm Schilling, Heidelberg | 1730 mm     | 3423 kg  | B°        |
| 2      | Johannesglocke        | 1958     | Friedrich Wilhelm Schilling, Heidelberg | 1530 mm     | 2404 kg  | c¹        |
| 3      | Petrusglocke          | 1958     | Friedrich Wilhelm Schilling, Heidelberg | 1363 mm     | 1690 kg  | d¹        |
| 4      | Paulusglocke          | 17. Jhd. | Hans Conrad Flach, Schaffhausen         | 1120 mm     | ≈ 800 kg | f¹        |
| 5      | Marienglocke          | 1718     | Ludwig Gosmann, Landau                  | 980 mm      | ≈ 580 kg | g¹        |
| 6      | Michaelsglocke        | 1718     | Ludwig Gosmann, Landau                  | 805 mm      | ≈ 300 kg | b¹        |
|        |                       |          |                                         |             |          |           |
| VII    | Sterbeglocke          | um 1300  | unbekannt                               | 445 mm      | ≈ 50 kg  | ≈ c³      |